# Heleomyza breviciliata
Heleomyza breviciliata är en tvåvingeart som beskrevs av Schmitz 1917. Heleomyza breviciliata ingår i släktet Heleomyza och familjen myllflugor. Inga underarter finns listade i Catalogue of Life.